# Hannibal Wedell (1660-1708)
 Der er flere personer med dette navn, se Hannibal Wedell (1731-1766).
Hannibal lensgreve Wedell-Wedellsborg (1660 – 16. april 1708 på Wedellsborg) var en dansk lensbesidder, godsejer og amtmand.
Han var søn af grev Wilhelm Frederik Wedell og Christiane Sophie Sehested. Om hans ungdom vides intet andet, end at han har rejst udenlands. 1699 udnævntes han til kammerherre, og kong Christian V maåtte i den anledning give hans fader tilhold om at yde sønnen et standsmæssigt underhold, mindst 1200 Rdl. årlig. Den gamle greve overdrog ham da Søndergårde og gods, men gjorde ham for øvrigt så mange vanskeligheder ved brugen og på anden måde, at også Frederik IV måtte gribe ind i striden mellem fader og søn, hvilken sidste heller ikke var uden skyld i det dårlige forhold; thi han havde utvivlsomt trukket store veksler på faderen, der endog en gang havde måttet optage et lån for at fri sønnen, da han var arresteret i Rom. Det taler heller ikke til dennes fordel, at han efter sin faders død 1706, hvorved han kom i besiddelse af grevskabet Wedellsborg og blev ejer af Søndergårde og Rugård, men rigtignok også måtte overtage faderens betydelige gæld, vægrede sig ved at udføre de dispositioner, denne havde truffet til fordel for sin efterladte 2. hustru og dennes datter, og ved Højesteretsdom 1707 måtte tvinges dertil. Efter at Wedell 1699 var blevet viceamtmand i Assens og Hindsgavl Amter med ekspektance på at succedere den daværende amtmand, blev han ved dennes død 1701 virkelig amtmand og fungerede som sådan til sin død, 16. april 1708. 11. maj 1705 havde han fået det hvide bånd (valgsprog: "In Deo et Rege tutamen meum"). 1708 fik han kgl. tilladelse til at pantsætte Rugård, men døde inden dette skete. Han var fader til Christian Wedell, under hvis ejerskab de økonomiske problemer fortsatte.
Han blev gift 1699 med Anna Cathrine Banner (født 1681), datter af Christian Banner til Frederiksgave og Mette von der Kuhla. Til livgeding fik hun Søndergårde og Rugård, hvilken sidste hun 1718 bortmageskiftede til kongen for Sparretorn, som hun kaldte Bannerslund. Efter en lang enkestand, i hvilken hun måtte kæmpe med store økonomiske vanskeligheder, men dog havde formået 1712 at stifte en almueskole i Husby, døde hun i december 1739.
Han er begravet i Husby Kirke.